# زورفان (أسطورة)

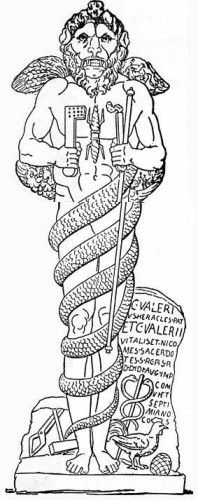
رسم لزورفان

زورفان (بالإنجليزية: Zurvan)‏ أو زرفان، ويكتب أيضا زارفان - Zar-van وأکارفا Akarava، وزیرفان Zervan أو Zrvan  هو الرب البدائي في الديانة الفارسية، ورب الزمن المطلق والمكان المطلق. زورفان هو والد الرب الطيب أهورا مزدا Ahura Mazda والرب الشرير أنغرا مینیوAngra Mainyu. كان عليه أن يضحي طيلة ألف سنة ليلحق بهما؛ لأنه كان خنثی. وله ولدان يمثلان التناقضين، فزورفان نفسه يعتبر ربا حياديا، وهو الرب الذي ليس عنده تفريق بين الخير والشر. كما أنه رب المصير، النور والظلمة. وفي الزرفانية، دين الدولة الساسانية (من القرن الثالث حتى السابع بعد الميلاد) يعتبر زورفان الرب الأعلى وسيد العناصر الأربعة.
ويعتبر أيضًا، إله الزمان اللامتناهي، والقدر، في الأساطير الفارسية، المسيطر الذي يؤثر من بعيد في مصير البشر، وهو والد إله الخير أهورامزدا، وشقيقه الشرير -أهرمان. ويظهر زرفان (زورفان)، أيضا كإله في ديانة مثرا، حيث تصوره الآثار الفنية على هيئة رجل له رأس أسد، وتحيط بجسده الزودياك و(أبراج النجوم).
وكذلك، هو رب الزمن والمصير. في الميثولوجيا القديمة هو أو كل من أهورا مزدا وانغرا مينيو. وبما أن انغرا مينيو ولد أولاً، فقد صار ملكاً، على عكس ما خطط له زورفان، وقد منح الوقت لكل من ابنيه ليتشاركا إلى أن يتم النصر النهائي لأهورا مزدا، للخير على الشر الذي يمثله انغرا مينيو. وهكذا ظهر الخيط المشترك لميثولوجيا الفرس القديمة، وهو تقوية الصراع بين النور والظلمة، بين الخير والشر. وإنَّ (ئيزدان) في الديانة الأيزيدية يمثل زورفان في الديانة الزرادشتية.

## زورفان والزرفانية
كان إله زرادشت عند كثير من الإيرانيين إلها غير مقنع، فرغم أنه خير تماما فهو محدود بقوة الشيطان. والإلهان «أهورامزدا وأهرمان» عند زرادشت أصبحا عند الزرفانيين شيئا واحدا صدر عن واحد لا تمايز فيه يجاوز كل ثنائية ويسمى زرفان Zurvan وهو لا متناه من حيث الزمان والمكان. فزرفان هو الإله ذو «الوجوه الأربع» وتمثل هذه الأوجه أو الصفات: الإنجاب والميلاد، والشيخوخة والعودة إلى اللامتناهي، كما تمثل عصور العالم. وهكذا نرى داخل «الواحد» جميع مظاهر الحياة : النور، والظلمة، والحرارة، والبرودة.

### الأسطورة
وتخبرنا الأسطورة الأساسية في هذه الديانة أن «زورفان» أراد أن ينجب ولدا، وبعد أن ظل يقدم القرابين لمدة ألف عام تشكك في إمكان تحقيق رغبته، وفي اللحظة التي شك فيها تم الحمل في توأم: «أهورامزدا» وهو التجلي الواضح لكل ما هو خير، «وأهرمان» (الشيطان) وهو التجلي لشك «زرفان». وبسبب أن «أهرمان» كان الأول في الدخول إلى العالم، فقد أصبح حاكما لمدة تسعة آلاف سنة. أما «أهورامزدا» فقد أعطى سلطة الكهنوت والنصر النهائي. وهذا الوضع المتساوي للشخصيتين أن الناحية النظرية أدى إلى تقديم القرابين إلى «أهرمان» بوصفه قوة عليا لا بد من استرضائها، وقد تفسر لنا السر في تقديم القرابين إلى الإله آرمانيوس في الديانة المترية.